# Menelik II
Menelik II (Ge'ez: ዳግማዊ ምኒልክ, dagmawi mənilək) (17/08/1844 - 12/12/1913), là Hoàng đế của Ethiopia từ năm 1889 cho đến khi ông qua đời vào năm 1913 và là Vua của Shewa từ năm 1866 đến năm 1889. Lúc đỉnh cao quyền lực, ông đã hoàn thành mở rộng lãnh thổ Đế quốc Ethiopia vào năm 1898. Menelik được cộng đồng người Ethiopia xem như là một anh hùng và được tưởng nhớ trong lễ kỷ niệm Trận chiến Adwa, được tổ chức vào ngày 01 hoặc ngày 02/03 trên khắp Ethiopia và cộng đồng người Ethiopia ở nước ngoài. Nhiều người Pan-African xem ông là người ủng hộ nền độc lập của châu Phi chống lại các cường quốc châu Âu trong cuộc Tranh giành châu Phi.
Đế chế Ethiopia đã bắt đầu chuyển mình và hiện đại hoá dưới thời Hoàng đế Menelik, với sự giúp đỡ của các cố vấn, chẳng hạn như Gäbre-Heywät Baykädañ. Menelik  lãnh đạo quân đội Ethiopia chống lại quân xam lược Ý trong Chiến tranh Ý-Ethiopia lần thứ nhất; sau chiến thắng quyết định trong Trận Adwa, các cường quốc công nhận độc lập của Ethiopia và phân định ranh giới của Ethiopia với các thuộc địa xung quanh. Menelik đã mở rộng vương quốc của mình về phía Nam và phía Đông tới Kaffa, Sidama, Wolayta và các vương quốc gia.
Trong triều đại của mình, Hoàng đế Menelik đã thành lập Nội các chính phủ đầu tiên để giúp đỡ mình trong việc quản lý Đế chế, bổ nhiệm các quý tộc và thuộc hạ đáng tin cậy vào Nội các này.